# Ethan Horvath
Ethan Shea Horvath (Highlands Ranch, 9 giugno 1995) è un calciatore statunitense, portiere del Cardiff City e della nazionale statunitense.

## Carriera

### Club

#### Molde
I norvegesi del Molde hanno annunciato d'aver ingaggiato Horvath in data 14 giugno 2013, sebbene il trasferimento potesse essere ratificato soltanto a partire dal 15 luglio successivo, data della riapertura del calciomercato locale. Il giocatore si era allenato con il Molde già due anni prima, ma all'epoca era troppo giovane per essere tesserato. Horvath era stato scoperto dall'osservatore John Vik in un torneo internazionale disputatosi in Germania. Prima di firmare per il Molde, lo statunitense aveva sostenuto dei provini per Leeds e Bristol City.
Il 10 agosto 2013, Horvath si è accomodato per la prima volta in panchina in un incontro valido per l'Eliteserien: non è stato impiegato nel successo per 1-2 sul campo del Sogndal. Il 4 ottobre 2014 ha vinto il campionato 2014 con il suo Molde, raggiungendo matematicamente il successo finale con quattro giornate d'anticipo grazie alla vittoria per 1-2 sul campo del Viking. Il 23 novembre successivo, il Molde ha centrato il successo finale nel Norgesmesterskapet 2014, ottenendo così il double. Horvath non ha giocato comunque in nessuna di queste due competizioni, limitandosi ad alcune presenze in panchina come secondo portiere.

#### Club Bruges
Il 3 gennaio 2017, i belgi del Club Bruges hanno reso noto sul proprio sito internet d'aver ingaggiato Horvath, che si è legato al nuovo club con un contratto valido per i successivi quattro anni e mezzo.

#### Nottingham Forest
Il 13 luglio 2021 firma un contratto triennale con il Nottingham Forest. Durante la stagione, come portiere di riserva, ottiene soltanto 7 presenze contribuendo comunque alla promozione in Premier League dei Notts.
Il 2 luglio 2022 si trasferisce in prestito al Luton Town.

### Nazionale
Horvath aveva giocato per gli Stati Uniti Under-15 e Under-18. È stato poi convocato dagli Stati Uniti under 20 in vista del campionato continentale di categoria 2015. Ha giocato una partita nel corso della competizione, quando è stato schierato titolare nella vittoria per 8-0 su Aruba. Gli Stati Uniti si sono poi qualificati al mondiale Under-20 2015, attraverso i risultati ottenuti nel campionato nordamericano.
Viene convocato per la Copa América Centenario negli Stati Uniti. Il 7 giugno 2021 sostituisce Zack Steffen durante la finale di Nations League, risultando decisivo al 123' minuto grazie ad un calcio di rigore parato ad Andrés Guardado.
Nel novembre del 2022, viene incluso dal CT Gregg Berhalter nella rosa statunitense partecipante ai Mondiali di calcio in Qatar.

## Statistiche

### Presenze e reti nei club
Statistiche aggiornate al 3 gennaio 2017.
| Stagione       | Club         | Campionato   | Campionato | Campionato | Coppe nazionali | Coppe nazionali | Coppe nazionali | Coppe continentali | Coppe continentali | Coppe continentali | Supercoppe | Supercoppe | Supercoppe | Totale | Totale |
| Stagione       | Club         | Comp         | Pres       | Reti       | Comp            | Pres            | Reti            | Comp               | Pres               | Reti               | Comp       | Pres       | Reti       | Pres   | Reti   |
| -------------- | ------------ | ------------ | ---------- | ---------- | --------------- | --------------- | --------------- | ------------------ | ------------------ | ------------------ | ---------- | ---------- | ---------- | ------ | ------ |
| lug.-dic. 2013 | Molde        | ES           | 0          | 0          | CN              | 0               | 0               | UCL+UEL            | 0                  | 0                  | -          | -          | -          | 0      | 0      |
| 2014           | Molde        | ES           | 0          | 0          | CN              | 0               | 0               | UEL                | 0                  | 0                  | -          | -          | -          | 0      | 0      |
| 2015           | Molde        | ES           | 17         | -14        | CN              | 2               | 0               | UCL+UEL            | 3+10               | -17                | -          | -          | -          | 32     | -31    |
| 2016           | Molde        | ES           | 22         | -30        | CN              | 0               | 0               | -                  | -                  | -                  | -          | -          | -          | 22     | -30    |
| Totale Molde   | Totale Molde | Totale Molde | 39         | -44        |                 | 2               | 0               |                    | 13                 | -17                |            | -          | -          | 54     | -61    |
| gen.-giu. 2017 | Club Bruges  | D1           | 0          | 0          | CB              | -               | -               | -                  | -                  | -                  | -          | -          | -          | 0      | 0      |
| Totale         | Totale       | Totale       | 17         | -14        |                 | 2               | 0               |                    | 13                 | -17                |            | -          | -          | 32     | -31    |

### Cronologia presenze e reti in nazionale
| Cronologia completa delle presenze e delle reti in nazionale ― Stati Uniti | Cronologia completa delle presenze e delle reti in nazionale ― Stati Uniti | Cronologia completa delle presenze e delle reti in nazionale ― Stati Uniti | Cronologia completa delle presenze e delle reti in nazionale ― Stati Uniti | Cronologia completa delle presenze e delle reti in nazionale ― Stati Uniti | Cronologia completa delle presenze e delle reti in nazionale ― Stati Uniti | Cronologia completa delle presenze e delle reti in nazionale ― Stati Uniti | Cronologia completa delle presenze e delle reti in nazionale ― Stati Uniti |
| Data                                                                       | Città                                                                      | In casa                                                                    | Risultato                                                                  | Ospiti                                                                     | Competizione                                                               | Reti                                                                       | Note                                                                       |
| -------------------------------------------------------------------------- | -------------------------------------------------------------------------- | -------------------------------------------------------------------------- | -------------------------------------------------------------------------- | -------------------------------------------------------------------------- | -------------------------------------------------------------------------- | -------------------------------------------------------------------------- | -------------------------------------------------------------------------- |
| 7-10-2016                                                                  | L'Avana                                                                    | Cuba                                                                       | 0 – 2                                                                      | Stati Uniti                                                                | Amichevole                                                                 | -                                                                          |                                                                            |
| 14-11-2017                                                                 | Leiria                                                                     | Portogallo                                                                 | 1 – 1                                                                      | Stati Uniti                                                                | Amichevole                                                                 | -1                                                                         | 46’                                                                        |
| 20-11-2018                                                                 | Genk                                                                       | Italia                                                                     | 1 – 0                                                                      | Stati Uniti                                                                | Amichevole                                                                 | -1                                                                         |                                                                            |
| 26-3-2019                                                                  | Houston                                                                    | Stati Uniti                                                                | 1 – 1                                                                      | Cile                                                                       | Amichevole                                                                 | -1                                                                         |                                                                            |
| 30-5-2021                                                                  | San Gallo                                                                  | Svizzera                                                                   | 2 – 1                                                                      | Stati Uniti                                                                | Amichevole                                                                 | -2                                                                         |                                                                            |
| 6-6-2021                                                                   | Denver                                                                     | Stati Uniti                                                                | 3 – 2 dts                                                                  | Messico                                                                    | CONCACAF Nations League 2019-2020 - Finale                                 | -1                                                                         | 69’                                                                        |
| 9-6-2021                                                                   | Sandy                                                                      | Stati Uniti                                                                | 4 – 0                                                                      | Costa Rica                                                                 | Amichevole                                                                 | -                                                                          |                                                                            |
| 14-6-2022                                                                  | San Salvador                                                               | El Salvador                                                                | 1 – 1                                                                      | Stati Uniti                                                                | CONCACAF Nations League 2022-2023 - 1º turno                               | -1                                                                         |                                                                            |
| 12-9-2023                                                                  | Saint Paul                                                                 | Stati Uniti                                                                | 4 – 0                                                                      | Oman                                                                       | Amichevole                                                                 | -                                                                          |                                                                            |
| 27-6-2024                                                                  | Atlanta                                                                    | Panama                                                                     | 2 – 1                                                                      | Stati Uniti                                                                | Coppa America 2024 - 1º turno                                              | -1                                                                         | 46’                                                                        |
| Totale                                                                     |                                                                            | Presenze                                                                   | 10                                                                         |                                                                            | Reti                                                                       | -8                                                                         |                                                                            |

## Palmarès

### Club

#### Competizioni nazionali
- Coppa di Norvegia: 1

Molde: 2014
- Campionato norvegese: 1

Molde: 2014
- Campionato belga: 3

Club Bruges: 2017-2018, 2019-2020, 2020-2021
- Supercoppa del Belgio: 1

Club Bruges: 2018

### Nazionale
- CONCACAF Nations League: 2

2019-2020, 2023-2024